# Auzebosc
Auzebosc ist eine französische Gemeinde mit 1.120 Einwohnern (Stand: 1. Januar 2022) im Département Seine-Maritime in der Region Normandie. Sie gehört zum Arrondissement Rouen und zum Kanton Yvetot. Sie ist Mitglied des Gemeindeverbandes Communauté de communes Yvetot Normandie. Die Einwohner werden Auzeboscais und Auzeboscaises genannt.

## Geografie
Auzebosc liegt westlich des Zentrums des Départements, etwa 30 Kilometer nordwestlich von Rouen in der Landschaft Pays de Caux. Nachbargemeinden von Auzebosc sind Valliquerville im Norden und Westen, Yvetot im Osten und Nordosten, Touffreville-la-Corbeline im Osten und Südosten, Louvetot im Süden sowie Bois-Himont im Südwesten.

## Bevölkerungsentwicklung
| 1962                       | 1968 | 1975 | 1982 | 1990 | 1999 | 2006 | 2013 | 2020 |
| -------------------------- | ---- | ---- | ---- | ---- | ---- | ---- | ---- | ---- |
| 445                        | 388  | 576  | 738  | 755  | 963  | 1018 | 1100 | 1138 |
| Quellen: Cassini und INSEE |      |      |      |      |      |      |      |      |

## Sehenswürdigkeiten
- Die Pfarrkirche Saint-Jean-Baptiste hat mit ihrem Glockenturm und Querschiff Ursprünge aus dem 16. Jahrhundert, Chor und Langhaus aus dem 18. Jahrhundert
- Turm, Herrenhaus und Kapelle Saint-Mélaine wurden im 15. Jahrhundert errichtet. Die Kapelle wurde im 18. und im 19. Jahrhundert neu gebaut. Das Schloss aus dem 18. Jahrhundert wurde im Zweiten Weltkrieg zerstört, der Taubenschlag von 1776 im Jahr 1978 abgerissen.
- Das Herrenhaus in La Bichotterie datiert aus dem 18. Jahrhundert. Sein Stall wurde im 20. Jahrhundert in ein Bürgermeisteramt verwandelt.